# Najazd litewski na Mazowsze (1368)
Najazd litewski na Mazowsze w 1368 roku – oddział litewski pod dowództwem Kiejstuta Giedyminowicza najechał Mazowsze, w trakcie którego to najazdu, po krótkim oblężeniu Litwini zdobyli należące do biskupa płockiego zamek i miasto w Pułtusku. Po spaleniu miasta najeźdźcy wrócili na Litwę, zanim książę Siemowit III zdołał zorganizować odsiecz.